# الکترو سرامیک
الکتروسرامیک‌ها (Electro ceramics) دسته‌ای از سرامیک‌های پیشرفته هستند که همگام با رشد و پیشرفت تکنولوژی، توسعه یافته‌اند و به لحاظ اهمیت بعد از نیمه هادی‌ها در جایگاه دوم قرار دارد. سرامیک‌های سنتی به واسطه خواص حرارتی و مکانیکی خود مورد توجه قرار می‌گرفتند ولی به تدریج خواص الکتریکی، نوری و مغناطیسی سرامیک‌ها در بسیاری از صنایع مانند مخابرات، تبدیل و ذخیره انرژی و الکترونیک و خودرو مورد توجه قرار گرفت و منجر به توسعه الکتروسرامیک‌ها شد. اگرچه در نیمه اول قرن بیستم، مشخصه اصلی سرامیک‌ها در کاربردهای الکتریکی، پایداری شیمیایی و مقاومت الکتریکی بالا بود و واضح بود که گستره خواص ان‌ها بسیار وسیع است. در طول تاریخ تحولات در الکترو سرامیک باعث رشد فناوری‌های جدید شده‌است. مانند: مواد فروالکتریک، خازن دی الکتریک بالا، خاطرات غیر فرار، فریت ،الکترولیت جامد، سونار، اکسیدهای نیمه هادی
الکترو سرامیک‌ها را از لحاظ هدایت الکتریکی می‌توان به گروه‌های زیر تقسیم‌بندی کرد:
1. الکتروسرامیک‌های هادی
2. الکتروسرامیک‌های عایق
3. الکتروسرامیک‌های نیمه هادی
4. الکتروسرامیک‌های ابرهادی
5. الکتروسرامیک‌های حرارتی
6. الکتروسرامیک‌های فروالکتریک:

پیزوالکتریک‌ها - پایروالکتریک‌ها - الکترواپتیک‌ها
۷. الکتروسرامیک‌های مغناطیسی:
سخت مغناطیس‌ها - نرم مغناطیس‌ها

## کاربردهای الکتروسرامیک
این مواد کاربردهای وسیعی را به خود اختصاص می‌دهند. در زیر به کاربردهای چند گروه از آنها اشاره شده‌است:

## ۱. الکتروسرامیک‌های مغناطیسی
الکترو سرامیک مغناطیسی به دوگروه نرم مغناطیس و سخت مغناطیس تقسیم‌بندی شده‌اند. نرم مغناطیس‌ها به علت خواص دی الکتریکی مانند مقاومت مخصوص الکتریکی بالاو تلفات مغناطیسی کم، در صنعت الکترونیک مورد کابرد قرارگرفته است حوزة فرکانسی که از فرکانس بسیار پایین تا امواج میلیمتری (SHF) متغیر است ویژگی دیگرست که باعث کابرد وسیع آنها شده‌است. هسته‌های ترانسفورماتور، هسته‌های تطبیق دهنده امپدانس، هسته‌های هد ضبط صوت و ویدئو، میله‌های آنتنی، تجهیزات مخابراتی مثل ایزولاتورها، سیرکولاتورها، جایریتورها و مایکروویو و رادار در فرکانس‌های بالا بخشی از کاربرد نرم مغناطیس هاست.
مواد سخت مغناطیس نقش تعیین‌کننده در تولید جهانی آهنربا داراست که ساده‌ترین کاربرد آنها در نوارهای دور یخچال و بلندگوها است.

## ۲- الکتروسرامیک‌های عایق
الکتروسرامیک‌های عایق به علت کاربرد در ولتاژها و فرکانس‌های بالا و پایین به عنوان عایق‌های الکتریکی در مدارات الکترونیکی و شبکه توزیع جریان الکتریسیته مورد استفاده قرار می‌گیرند.

## ۳- الکتروسرامیک‌های حرارتی
این مواد به دو گروه تقسیم می‌شوند که در زیر کاربردهای آنها آمده‌است:
الف) قطعات (NTCR)یا (Negative Temp Coefficient Resistors)که با افزایش دما مقاومت آنها کاهش پیدا کرده و با سرمایش قطعه مجدداً به مقدار اولیه خود بر می‌گردد. این قطعات توانایی عمل کردن به عنوان سوئیچ را دارند. به عنوان مثال درخودرو برای سنجش دمای بدنه موتور و برای راه اندازی خودکار فن خودرو. در کاربردهای الکترونیکی نیز برای کنترل عملکرد و تعیین نقطه تثبیت کار ترانزیستورها در اثر تغییر دما به کار گرفته می‌شوند. کاربرد در تمام سوئیچ‌ها و سنسورهای حرارتی استفاده شده در سیستم‌های ایمنی کاربرد بدون نیاز به تجهیزات کنترل جانبی باعث توسعه این قطعات شده‌است. این مواد چون خود تصمیم گیرنده هستند در دسته مواد باهوش قرار می‌گیرند.
ب) قطعات (PTCR) یا (Positive Temp Coefficient Resistor)که با افزایش دما به یک جهش ناگهانی در اندازه مقاومت خود رسیده و با کاهش دما مجدداً مقدار آن کاهش می‌یابد. برای مثال در صنعت خودرو هر اندازه سوخت با هوای ورودی بیشتر ترکیب گردد، احتراق بهتر صورت گرفته و راندمان بالاتر می‌رود، پس باید سوخت را تا حد معینی گرم کرد. این کار توسط قطعات PTCR به این صورت انجام می‌گیرد که این قطعات به صورت لانه زنبوری (honeycomb) درآمده و بر سر راه سوخت قرار می‌گیرد و از آن جریانی کوچک عبور داده می‌شود تا دمایی در حدود ۴۰ تا۵۰ درجه ایجاد شود. به این ترتیب باعث تبخیر سوخت شده و احتراق به نحو احسنت صورت می‌گیرد. استفاده درحشره کش‌های الکتریکی کاربرد دیگری است که ماده شیمیایی روی این قطعات قرار گرفته و باعث گرم شدن قطعه در اثر عبور جریان می‌شود و در حد معینی از دما به صورت کنترل شده باقی می‌ماند و از این طریق ماده شیمیایی نیز تبخیر می‌گردد. استفاده در سشوارها کاربرد دیگر این قطعات می‌باشد.

## ۴- فروالکتریک‌ها
در این گروه پیزوالکتریک‌ها کاربرد وسیعی را در صنایع نظامی، خودرو و پزشکی دارند. در صنعت خودرو، در کیسه‌های هوا و شتاب سنج‌ها، جرقه زن‌های چاشنی‌های انفجاری مورد استفاده قرار می‌گیرند. در صنعت هوافضا، تصویربرداری پزشکی و فیزیوتراپی‌ها نیز کاربردهای زیادی دارند یا در خازن‌های الکترونیکی نظیر خازن‌های چندلایه (MLC) می‌تواند ظرفیت بسیار بالا در حجم کم تأمین کند.
به علاوه پایروسرامیک‌ها نیز دسته‌ای از فروالکتریک‌ها هستند. به علت اینکه خواص الکتریکی آنها تحت تأثیر دریافت انرژی حرارتی در محدوده مادون قرمز تغییر می‌کند امکان تصویربرداری حرارتی (Thermal Imaging) را فراهم می‌کند کاربردهای بسیار مهمی در صنایع نظامی دارد. به علاوه پایروسرامیک‌ها در دزدگیرهای منازل، سیستم‌های اطفای حریق اتوماتیک و غیره کاربردهای بسیار زیادی دارند.
همچنین فروالکتریک‌ها بعنوان حافظه‌های کامپیوتری نیز به کار برده می‌شوند.

## ضرورت توجه به الکتروسرامیک‌ها
با توجه به کاربردهای وسیعی که این مواد دارند، اهمیت آنها مشخص می. شود. از طرف دیگر اشتغالی که در اثر تولید این مواد در کشور ایجاد می‌شود، تأثیری که در توسعه صنایع الکترونیک کشور دارند، ارزش افزوده بالای این مواد، عدم نیاز به سرمایه‌گذاری بالا و مصرف انرژی کمتر در مقایسه با سرامیکهای معمولی، از جمله عوامل دیگری هستند که لزوم توجه به این صنعت را گوشزد می‌کنند. به برخی از این عوامل در زیر اشاره شده‌است:

## ۱- اشتغال
اشتغال ایجاد شده قابل مقایسه با سرامیک‌های سنتی نیست. زیرا علاوه بر گروه‌های متخصصی که در واحدهای صنعتی مشغول به تولید این محصولات خواهند بود، گروه‌های دیگری که شامل تیم‌های مهندسی هستند محصول این کارخانجات را برای کاربردهای خاص طراحی و تولید می‌کنند. اساساً تولید این نوع محصولات به عنوان محصولات مبتنی بر دانش شناخته می‌شود.

## ۲- توسعه صنعت الکترونیک
تولید الکتروسرامیک‌ها در کشور یکی از زیرساخت‌های لازم برای توسعه این صنعت است. با تولید اقتصادی این قطعات در کنار دیگر قطعات الکترونیکی باعث کاهش نگرانی تولیدکنندگان می‌شود.

## ۳- مصرف انرژی
مصرف انرژی برای تولید این قطعات در مقایسه با سرامیک‌های سنتی بسیار کمتر است. زیرا ابعاد قطعات کوچکتر است.